# (5845) Davidbrewster
(5845) Davidbrewster est un astéroïde de la ceinture principale.

## Description
(5845) Davidbrewster est un astéroïde de la ceinture principale. Il fut découvert le 19 août 1988 à Siding Spring par Robert H. McNaught. Il présente une orbite caractérisée par un demi-grand axe de 3,12 UA, une excentricité de 0,03 et une inclinaison de 8,1° par rapport à l'écliptique.

## Compléments